# Comuna Rodopi, Plovdiv
Rodopi (în bulgară Родопи) este o comună în regiunea Plovdiv, Bulgaria, formată din 21 de sate. 

## Localități componente

### Sate
| - Belaștița - Boikovo - Branipole - Brestnik - Brestovița - Ciuren - Dedovo | - Hrabrino - Iagodovo - Izvor - Kadievo - Krumovo - Lilkovo - Markovo | - Orizari - Părveneț - Sitovo - Skobelevo - Ustina - Zlatitrap - Țalapița |

## Demografie
Componența etnică a comunei Rodopi
     Romi (2,57%)
     Turci (4,06%)
     Bulgari (68,73%)
     Nicio identificare (24,37%)
     Altele (0,24%)
La recensământul din 2011, populația comunei Rodopi era de 32.602 locuitori. Din punct de vedere etnic, majoritatea locuitorilor (68,73%) erau bulgari, existând și minorități de turci (4,06%) și romi (2,57%). Pentru 24,37% din locuitori nu este cunoscută apartenența etnică.